# Jüdischer Friedhof Heßloch

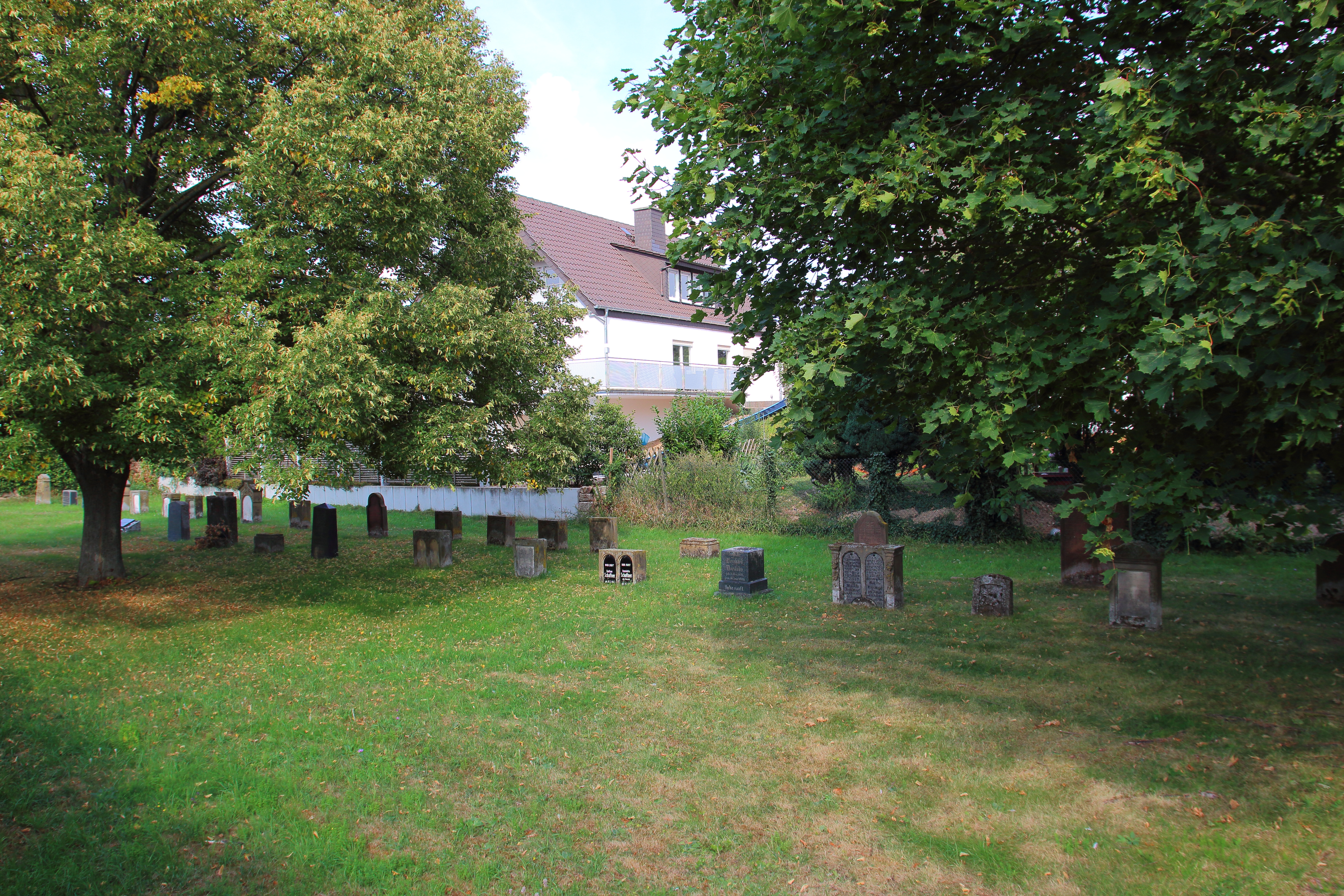
Jüdischer Friedhof in Heßloch

Der Jüdische Friedhof Heßloch ist ein Friedhof in der Ortsgemeinde Dittelsheim-Heßloch im Landkreis Alzey-Worms in Rheinland-Pfalz. 
Der jüdische Friedhof liegt am nordöstlichen Ortsrand an der Ecke Hillesheimer Straße/Horstätter Weg.
Auf dem 756 m² großen Friedhof sind ca. 20 (nach anderen Angaben ca. 50) Grabsteine erhalten. Sie stehen nicht an ihrem ursprünglichen Platz.

## Geschichte
Bereits im Jahr 1719 wurden die Toten auf dem Friedhof beigesetzt. Auch die zur jüdischen Gemeinde Hessloch gehörenden Juden aus Monzernheim fanden hier ihre letzte Ruhestätte. Bis ins frühe 20. Jahrhundert wurde der Friedhof belegt.
Nach 1945 wurden die Grabsteine des Friedhofes „aus baulichen Gründen“ umgestoßen und erst 1974 wieder aufgestellt. Zerstörte Steine und Bruchstücke wurden in der südwestlichen Ecke des Geländes vergraben. Aus dem 19. und 20. Jahrhundert stammen die Grabsteine in sehr unterschiedlichem Erhaltungszustand, die in zwei Reihen aufgestellt sind.